# Stylops pasteelsi
Stylops pasteelsi  (лат.) — вид веерокрылых насекомых рода Stylops из семейства Stylopidae. Западная Европа, Испания (Málaga, Estepona).
Паразиты пчёл вида Andrena (Melittoides) ramlehiana Pérez (Andrena, Andrenidae). 
Вид был впервые описан в 1974 году энтомологом Луна де Карвальо (Luna de Carvalho E.).